# San José de Uchupiamonas
San José de Uchupiamonas es una localidad de Bolivia, ubicada en la región de la Amazonía boliviana, al oeste del país. Administrativamente forma parte del municipio de San Buenaventura de la provincia de Iturralde, en el departamento de La Paz. Se encuentra a la vez dentro del parque nacional Madidi.
El pueblo está a una altitud de 525 m s. n. m. en el borde de las tierras bajas bolivianas frente a la cadena subandina de la Serranía de Mamuque, que se extiende de noroeste a noreste entre los ríos Tuichi y Beni y es atravesada por el río Beni en su extremo sureste.
Dos kilómetros al oeste de San José, el río Tachiapo desemboca en el río Tuichi. Existe una rica flora y fauna en las inmediaciones del lugar.

## Historia
La población local tuvo contacto con los incas en la época precolombina, como lo demuestran los hallazgos arqueológicos. En esta zona habitaban los indígenas uchupiamonas, cuya lengua forma parte de la familia de lenguas tacanas. Durante la época prehispánica, el imperio inca construyó una gran cantidad de caminos incaicos en la zona, incluyendo un camino desde Apolo hacia San José de Uchupiamonas. Los cronistas españoles como Pedro Sarmiento de Gamboa y Garcilaso de la Vega, concluyeron que fue el inca Túpac Yupanqui, cuya dinastía duró de 1471 a 1494, quien dirigió las primeras incursiones incas en territorios tacanas y de otros grupos arawak como los mojeños.
Durante la época colonial conocida como la conquista de Bolivia, los españoles como Pedro de Candía, Pedro Anzúrez de Camporredondo y otros, intentaron conquistar la región, sin embargo todos fracasaron. Es por esto que la tarea fue puesta en manos de las órdenes religiosas, a través de las actividades misioneras de franciscanos y jesuitas. A partir del pueblo de Apolo, se desarrollaron las Misiones franciscanas de Apolobamba, en el área de la cadena subandina del norte. San José de Uchupiamonas fue fundado en 1716 por un franciscano de ascendencia chiquitana, Marcelino Cusirimay. El franciscano Nicolás Armentia escribió en una obra que al momento de su fundación, San José contaba con un total de 600 habitantes, reunidos en las inmediaciones y muy especialmente en el curso medio del río Tuichi y sus afluentes. Sin embargo, enfermedades como la viruela y las disenterías de sangre hicieron tales estragos, que el pueblo quedó en muy poco tiempo reducido a 295 habitantes.
Ya en la época republicana, luego de la Independencia de Bolivia, San José fue visitado por el naturalista francés Alcide d'Orbigny en los años 1830, que describió al pueblo en su obra "Descripción geográfica, histórica y estadística de Bolivia".
En la actualidad, San José de Uchupiamonas es conocido principalmente por el ecoturismo, debido a su ubicación dentro del Parque nacional Madidi. En noviembre de 2022, la comunidad indígena de San José se pronunció en contra de un acuerdo aprobado por el Gobierno de Bolivia para permitir a la industria aurífera operar en los parques nacionales próximos a San José, incluyendo el Madidi. Debido a la amenaza de desastres medioambientales que podrían ser causados por la industria minera y a la presión de activistas medioambientales de San José, el acuerdo del gobierno fue anulado unos días después.

## Geografía
San José de Uchupiamonas está ubicado en el borde occidental de los llanos de Moxos, que con más de 100.000 km² es uno de los humedales más grandes del mundo. La forma de vegetación dominante en la llanura de Moxos es la sabana tropical . El clima en la región es tropical cálido y húmedo durante todo el año, pero también puede ser relativamente fresco en invierno debido al Surazo (viento frío del sur).
La precipitación anual es de poco menos de 2000 mm, con una precipitación mensual de alrededor de 300 mm en enero y febrero y menos de 100 mm de agosto a septiembre. Las temperaturas medias mensuales oscilan entre 23 °C y 28 °C durante todo el año.

## Economía
La población de San José de Uchupiamonas vive principalmente del ecoturismo, que se realiza en pequeña medida, y de la agricultura. Debido a las malas rutas de tráfico, solo se cultivan productos para uso local. Su agricultura se basa también en el cultivo de chocolate y café, caza y pesca, y el comercio de carne de monte y pieles. La comunidad de San José tiene como principales fuentes de ingreso los dividendos de la empresa Chalalán, que es un proyecto comunitario de ecoturismo reconocido al nivel internacional.
El lugar no está conectado a la red eléctrica.

## Demografía
La población de la localidad ha aumentado a la mitad en la última década:
| Año  | Habitantes           | Fuente |
| ---- | -------------------- | ------ |
| 1992 | sin datos de detalle | Censo  |
| 2001 | 406                  | Censo  |
| 2012 | 630                  | Censo  |

La población de San José de Uchupiamonas es indígena, donde residen descendientes de la tribu Uchupiamonas. En San José se hablan dos idiomas indígenas, además del español: la tacana y quechua.

## Transporte
San José de Uchupiamonas se encuentra a 91 kilómetros al sur de Ixiamas, la capital provincial, y a unos 750 kilómetros por carretera al norte de la ciudad de La Paz, sede de gobierno de Bolivia.
San José de Uchupiamonas está fuera de las carreteras principales, pero está conectado con Tumupasa por un camino de unos 30 km de largo que es navegable en la estación seca. Un ramal lateral de la Ruta 16 de 1036 km de longitud atraviesa Tumupasa, que se extenderá desde Porvenir, cerca de la frontera con Brasil en el noroeste, hasta Huarina en el borde sureste del lago Titicaca. El tramo medio de la Ruta 16, que ya se completó, conduce desde la capital provincial de Ixiamas en el norte por un camino rural sin asfaltar de 115 kilómetros vía Tumupasa hasta San Buenaventura, desde donde hay una conexión con el resto de la red vial de Bolivia, vía Rurrenabaque.
En el extremo este del pueblo hay una pista de aterrizaje de hierba sobre la que pueden aterrizar los aviones. También es accesible a través del río Tuichi, a 9 horas en bote con motor desde Rurrenabaque.